# Cerrito de San Pablo
Cerrito de San Pablo är en ort i Mexiko.   Den ligger i kommunen Dolores Hidalgo och delstaten Guanajuato, i den centrala delen av landet, 260 km nordväst om huvudstaden Mexico City. Cerrito de San Pablo ligger 1 903 meter över havet och antalet invånare är 457.
Terrängen runt Cerrito de San Pablo är huvudsakligen platt, men åt sydost är den kuperad. Runt Cerrito de San Pablo är det ganska tätbefolkat, med 96 invånare per kvadratkilometer. Närmaste större samhälle är Dolores Hidalgo, 5,2 km väster om Cerrito de San Pablo. Trakten runt Cerrito de San Pablo består i huvudsak av gräsmarker.